# Yumenoshima Park
Der Yumenoshima Park (japanisch 夢の島公園, Yumenoshima Kōen) ist ein öffentlicher Park auf der gleichnamigen Insel
Yumenoshima in der Stadt Kōtō, Tokio, Japan.
Der Park verfügt über mehrere Einrichtungen wie einen botanischen Tropengarten, einen Sportkomplex, einen Barbecuebereich, ein Kolosseum, einen Yachthafen sowie ein Sportstadion.
Der Park ist bis auf Neujahr das ganze Jahr über geöffnet, lediglich der botanische Tropengarten sowie die Ausstellung des Glücklichen Drachen V kosten Eintritt.

## Veranstaltungen
Gelegentlich findet im Park das Akahata Matsuri, welches von der Kommunistischen Partei Japans organisiert wird, statt.
Während den Olympischen Sommerspielen 2020 befand sich im Park das Yumenoshima Park Archery Field, wo die Wettkämpfe im Bogenschießen ausgetragen wurden. Auch die Bogenschießwettkämpfe der danach stattfindenden Sommer-Paralympics wurden hier ausgetragen.

## Bildergalerie
|  |  |  |
|  |  |  |